# Средњи Долич
Средњи Долич (словен. Srednji Dolič) је насељено место у општини Мислиња, Корушка регија, Словенија.

## Историја
До територијалне реорганизације у Словенији био је у саставу старе општине Словењ Градец.

## Становништво
У попису становништва из 2011. године, Средњи Долич је имао 253 становника.
| Број становника према пописима | Број становника према пописима | Број становника према пописима |
| ------------------------------ | ------------------------------ | ------------------------------ |
| 1991                           | 2002                           | 2011                           |
| 268                            | 249                            | 253                            |